# Statsvetenskapliga föreningen
Statsvetenskapliga föreningen (finska: Valtiotieteellinen yhdistys) är en finländsk statsvetenskaplig förening.
Statsvetenskapliga föreningen grundades 1935 och har sitt säte i Helsingfors. Föreningen utger bland annat tidskriften Politiikka och är ansluten till Vetenskapliga samfundens delegation.